# フランソワ・ベゴドー

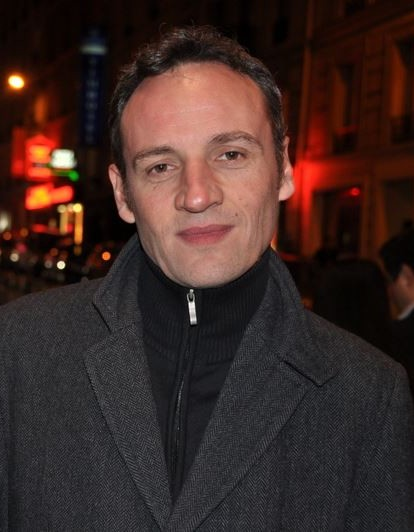
フランソワ・ベゴドー（2011年）

フランソワ・ベゴドー（François Bégaudeau、1971年4月27日 - ）はフランス人の作家・評論家である。

## 来歴
小説、エッセイ、また戯曲やバンド・デシネなどいろいろなジャンルで活動している。特に2006年に発表した小説『教室へ』でよく知られており、その映画化作品で、2008年カンヌ国際映画祭において最高賞パルム・ドールを受賞した『パリ20区、僕たちのクラス』では脚本と主演を務めている。

## 主な作品
- 教室へ Entre les murs (2006)
  - 2008年12月に秋山研吉による日本語訳が早川書房から出版 ISBN 978-4152089878[1]